# Liuzhao Shan
Liuzhao Shan är en bergskedja i Kina. Den ligger i den södra delen av landet, 2 100 km sydväst om huvudstaden Peking.